# Massacre de Baga de 2015
Massacre de Baga de 2015 foi uma série de ataques e assassinatos em massa supostamente perpetrados pelo grupo terrorista Boko Haram, na região da vila nigeriana de Baga, no estado de Borno, entre 3 e 7 de janeiro de 2015. As primeiras informações eram de que houve centenas de vítimas fatais e mais de duas mil pessoas desaparecidas., tendo sido depois confirmadas centenas de mortes. Autoridades e moradores do lugar que conseguiram escapar dizem que mais de duas mil pessoas estariam mortas ou desaparecidas, enquanto outros relatam pelo menos cem vítimas fatais. Os ataques podem ter expandido o controle do Boko Haram sobre mais de 70% do estado de Borno.